# Bargny
Pour les articles homonymes, voir Bargny (homonymie).
Bargny est une commune française située dans le département de l'Oise en région Hauts-de-France.

## Géographie

### Localisation
Bargny est un village picard périurbain situé sur le plateau du Valois-Multien, dans l'Oise et limitrophe de l'Aisne, à 9 km au sud-est de Crépy-en-Valois, 27 km à l'est de Senlis, 26 km au nord de Meaux, 56 km au nord-est de Paris et à 78 km à l'ouest de Reims, et est aisément accessible par la route nationale 2 (France métropolitaine).
La commune se trouve dans l'aire d'attraction de Paris, dans la zone d'emploi de Soissons, et dans le bassin de vie de Crépy-en-Valois.

### Communes limitrophes
Les communes limitrophes sont  Antilly, Betz, Coyolles, Cuvergnon, Lévignen et Ormoy-le-Davien.
| Lévignen | Ormoy-le-Davien | Coyolles Aisne |
|          | Bargny          | Cuvergnon      |
| Betz     |                 | Antilly        |

### Géologie et relief
La superficie de la commune est de 7,54 km2 ; son altitude varie de 105  à   139 mètres.
À l'est du territoire communal, un vallon sec, débouchant à la ferme de la Clergie (Antilly), la sépare de la commune de Cuvergnon. À l'ouest de la route de Betz, un autre vallon sec, moins prononcé, a parfois causé des inondations dans le village.
Le territoire communal, dont l'altitude varue de 134 à 139 mètres, s'étend sur 754 ha, est exploité sous la forme de vastes exploitations agricoles et est presque entièrement déboisé.

### Hydrographie

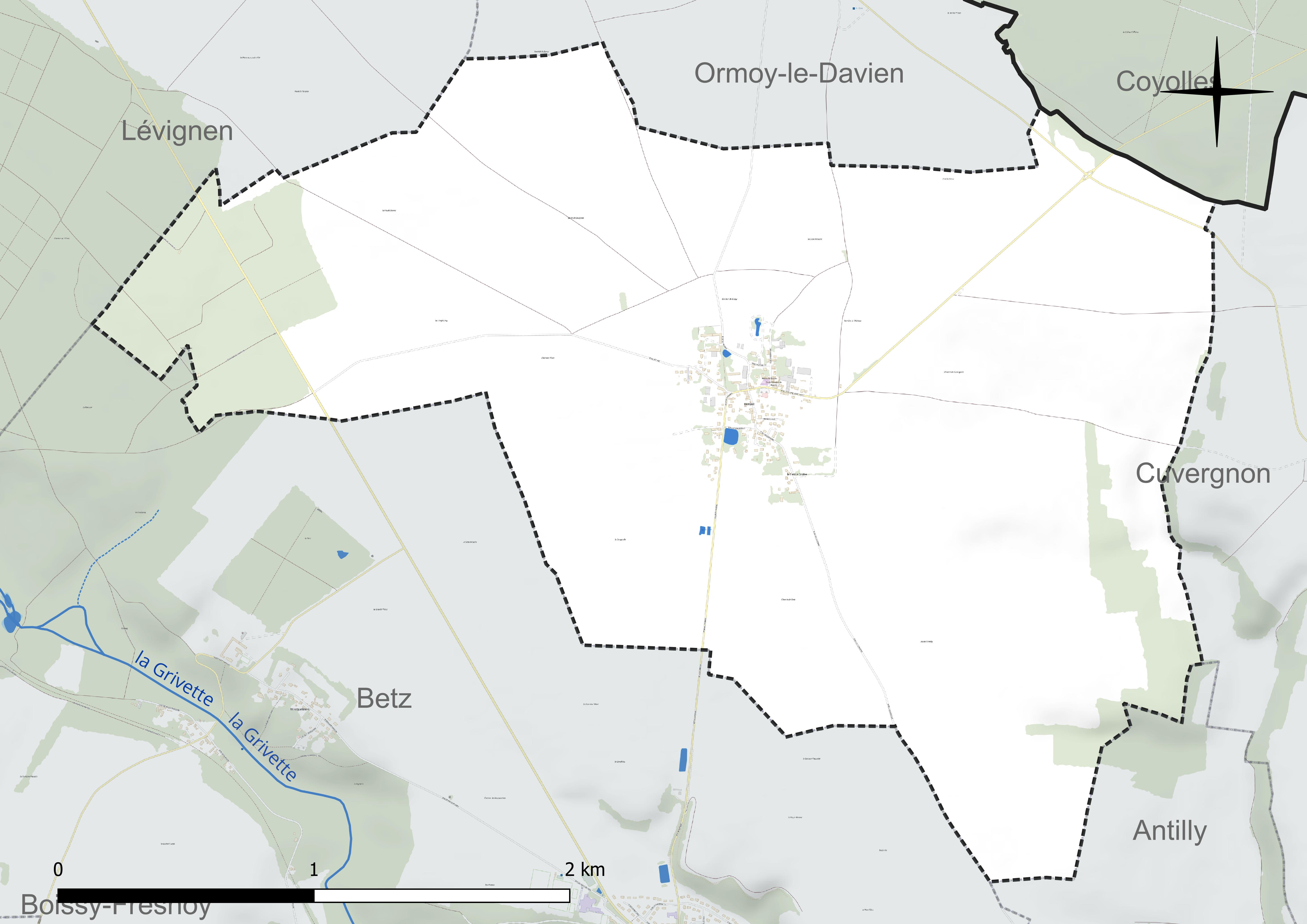
Réseau hydrographique de Bargny.

La commune est située dans le bassin Seine-Normandie. Elle n'est drainée par aucun cours d'eau,.
La commune ne possède aucun cours d'eau permanent.

### Climat
Pour des articles plus généraux, voir Climat des Hauts-de-France et Climat de l'Oise.
En 2010, le climat de la commune est de type climat océanique dégradé des plaines du Centre et du Nord, selon une étude du CNRS s'appuyant sur une série de données couvrant la période 1971-2000. En 2020, Météo-France publie une typologie des climats de la France métropolitaine dans laquelle la commune est exposée à un climat océanique altéré et est dans la région climatique Nord-est du bassin Parisien, caractérisée par un ensoleillement médiocre, une pluviométrie moyenne régulièrement répartie au cours de l'année et un hiver froid (3 °C).
Pour la période 1971-2000, la température annuelle moyenne est de 10,8 °C, avec une amplitude thermique annuelle de 15,3 °C. Le cumul annuel moyen de précipitations est de 709 mm, avec 10,8 jours de précipitations en janvier et 8,5 jours en juillet. Pour la période 1991-2020, la température moyenne annuelle observée sur la station météorologique la plus proche, située sur la commune du Plessis-Belleville à 17 km à vol d'oiseau, est de 11,4 °C et le cumul annuel moyen de précipitations est de 661,7 mm,. Pour l'avenir, les paramètres climatiques de la commune estimés pour 2050 selon différents scénarios d'émission de gaz à effet de serre sont consultables sur un site dédié publié par Météo-France en novembre 2022.

## Urbanisme
Le bâti est disposé en ordre assez lâche, avec notamment un grand nombre de jardins, ainsi que trois mares. Il n'y a ni hameau, ni ferme isolée sur le territoire communal.

### Typologie
Au 1er janvier 2024, Bargny est catégorisée commune rurale à habitat dispersé, selon la nouvelle grille communale de densité à sept niveaux définie par l'Insee en 2022.
Elle est située hors unité urbaine. Par ailleurs la commune fait partie de l'aire d'attraction de Paris, dont elle est une commune de la couronne,.

### Occupation des sols

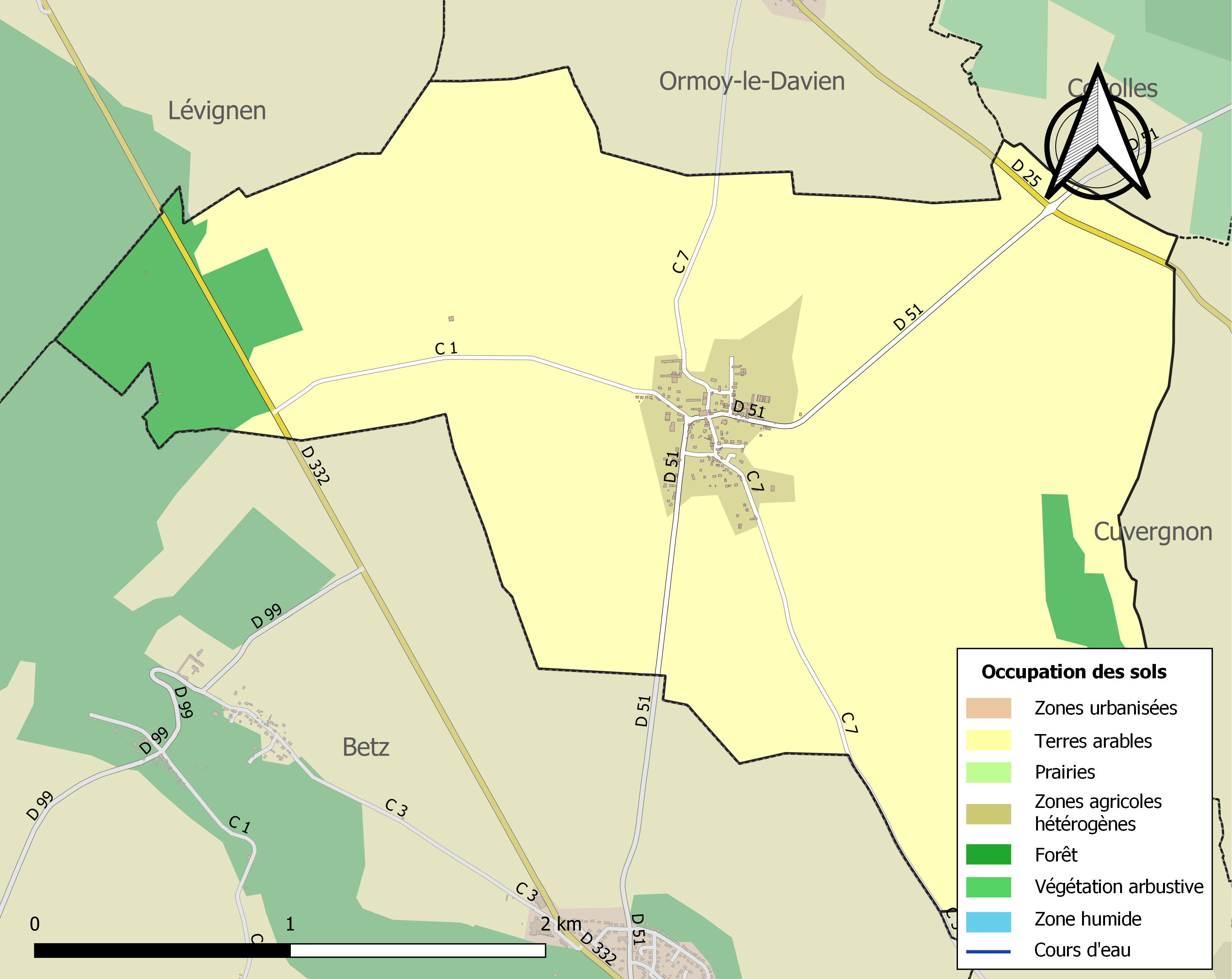
Carte des infrastructures et de l'occupation des sols de la commune en 2018 (CLC).

L'occupation des sols de la commune, telle qu'elle ressort de la base de données européenne d'occupation biophysique des sols Corine Land Cover (CLC), est marquée par l'importance des territoires agricoles (90,4 % en 2018), une proportion sensiblement équivalente à celle de 1990 (89,7 %).
La répartition détaillée en 2018 est la suivante : terres arables (85,9 %), forêts (9,6 %), zones agricoles hétérogènes (4,5 %).
L'évolution de l'occupation des sols de la commune et de ses infrastructures peut être observée sur les différentes représentations cartographiques du territoire : la carte de Cassini (XVIIIe siècle), la carte d'état-major (1820-1866) et les cartes ou photos aériennes de l'IGN pour la période actuelle (1950 à aujourd'hui).

### Morphologie urbaine
Le village de Bargny se situe au centre de la commune.

### Habitat et logement
En 2021, le nombre total de logements dans la commune était de 123, alors qu'il était de 119 en 2016 et de 105 en 2011.
Parmi ces logements, 95,3 % étaient des résidences principales, 0,9 % des résidences secondaires et 3,8 % des logements vacants. Ces logements étaient  tous des maisons individuelles.
Le tableau ci-dessous présente la typologie des logements à Bargny en 2021 en comparaison avec celle de l'Oise et de la France entière. Une caractéristique marquante du parc de logements est ainsi la faible proportion des résidences secondaires et logements occasionnels (0,9 %) par rapport au département (2,4 %) et à la France entière (9,7 %).
| Typologie                                               | Bargny | Oise | France entière |
| ------------------------------------------------------- | ------ | ---- | -------------- |
| Résidences principales (en %)                           | 95,3   | 90,5 | 82,2           |
| Résidences secondaires et logements occasionnels (en %) | 0,9    | 2,4  | 9,7            |
| Logements vacants (en %)                                | 3,8    | 7    | 8,1            |

### Voies de communication et transports
La RD 51 traverse le village, constituant l'axe Betz (sud) - Ivors (nord-est). Deux routes vicinales, vers Ormoy-le-Davien et Antilly, la croisent au centre du village.
La station de chemin de fer la plus proche est la gare de Crépy-en-Valois, desservie par des trains TER Hauts-de-France, qui effectuent des missions entre les gares de Paris-Nord et de Laon ainsi qu'entre celles de Crépy-en-Valois et de Laon. C'est également une gare terminus de la ligne K du réseau Transilien Paris-Nord.
La commune est desservie, en 2023, par la ligne 6431 du réseau interurbain de l'Oise.

## Toponymie
Le nom de la localité est attesté sous les formes Brinnacum (VIIe) ; Berenniacum (1138) ; de Berriniaco (1145) ; Brennagum (1144) ; Berigniacum (1198) ; Beriniacum (1202) ; Sancti dyonisii de Beregni (1202) ; apud Berengiacum (vers 1200) ; Bergni (1202) ; de essartis de Bargny (1185) ; Beregni (1234) ; in territorio de beregni (XIIIe) ; de Baregni (1234) ; Berregniacum (vers 1240) ; de Beriniaco (1234) ; Barniacum (vers 1240) ; Berigni (1277) ; Barregniacum (vers 1350) ; Bergniacum (1280) ; Berigny (1277) ; apud Bargniacum (1450) ; Berigneium (vers 1530) ; Bargny (XVIe) ; Bergny (XVIIIe) ; Bargny-en-Valois (XIXe).

## Histoire
Le territoire de Bargny se situait aux limites de la cité gauloise des Meldes, puis dans celles de l'évêché de Meaux, auquel il a appartenu jusqu'en 1791.
Ancien Régime
L'histoire de Bargny commence peut-être avec le Brinnacum, dont parle Grégoire de Tours à plusieurs reprises dans son Histoire des Francs. Cette villa fut un des lieux favoris de résidence du roi mérovingien Clotaire Ier, ainsi que de son successeur Chilpéric Ier et de son épouse Frédégonde. L'abbé Jean Lebeuf soutint la localisation de Brinnacum à Bargny, tandis que les commentateurs se divisaient entre plusieurs sites et que la majorité de ceux-ci optaient pour Braine (Aisne), dans le cadre d'une polémique qui dura tout le XIXe siècle.
Charlemagne ou son successeur Louis le Débonnaire fait don de la terre de Bargny à l'abbaye de Saint-Denis, qui la cède au Xe siècle aux seigneurs de Crépy. Bargny est alors le siège d'un "maire" (officier dépendant du seigneur), qui administrait de nombreuses paroisses et tenait ses audiences sous un orme, puis sur une pierre, près un noyer, devant l'église.
À partir de la première moitié du XIIe siècle, Bargny dépend de plusieurs établissements religieux. Le principal est l'abbaye Notre-Dame de Lieu-Restauré. À sa fondation, en 1145, le comte Raoul Ier de Vermandois, comte de Crépy, dote la nouvelle institution des dîmes de Bargny. En 1238, à l'érection de Bargny en paroisse, l'évêque de Meaux attribue à l'abbaye Notre-Dame de Lieu-Restauré le droit de nommer le desservant. Par ailleurs, en 1329, en tant que comte de Crépy, Philippe de Valois, roi de France depuis l'année précédente, donne à la chartreuse de Bourgfontaine les redevances qu'il percevait encore à Bargny. D'autres établissements religieux étaient aussi possessionnés à Bargny. Cette situation dura jusqu'à la Révolution.
Époques moderne et contemporaine
Durant le XIXe siècle, la société rurale est très diversifiée. À côté de jardiniers, de petits agriculteurs, d'artisans, se trouvent déjà de gros cultivateurs, dont deux exploitent des surfaces de 325 et 150 hectares, sans doute héritiers des domaines religieux d'avant la Révolution française. Certains habitants ont alors leur célébrité : M. Morel, pépiniériste réputé, et M. Desouches, qui défriche et plante des terres incultes, et reçoit pour cela la médaille d'or de la Société royale et centrale d'agriculture en 1844.
Durant les premières semaines de la Première Guerre mondiale, Bargny se retrouve au cœur de la tourmente de la première bataille de la Marne. Les Allemands ne restent qu'une petite semaine à Bargny, où se déroulent de rudes combats les 7, 8 et 9 septembre 1914. Le village est pris, puis abandonné plusieurs fois. Le 10 septembre, « les villages (sont) dévastés, remplis de cadavres…, les meules brûlent encore ».

## Politique et administration

### Rattachements administratifs et électoraux

#### Rattachements administratifs
La commune se trouve dans l'arrondissement de Senlis du département de l'Oise.
Elle faisait partie depuis 1802 du canton de Betz. Dans le cadre du redécoupage cantonal de 2014 en France, cette circonscription administrative territoriale a disparu, et le canton n'est plus qu'une circonscription électorale.

#### Rattachements électoraux
Pour les élections départementales, la commune fait partie depuis 2014 du canton de Nanteuil-le-Haudouin.
Pour l'élection des députés, elle fait partie de la quatrième circonscription de l'Oise.

### Intercommunalité
Bargny est membre de la communauté de communes du Pays de Valois, un établissement public de coopération intercommunale (EPCI) à fiscalité propre créé en 1996 et auquel la commune a transféré un certain nombre de ses compétences, dans les conditions déterminées par le code général des collectivités territoriales.

### Liste des maires
| Période                                  | Période                       | Identité                     | Étiquette | Qualité |
| ---------------------------------------- | ----------------------------- | ---------------------------- | --------- | --- |
| Les données manquantes sont à compléter. |                               |                              |           | |
| 1792                                     | 1793                          | Pierre-Jean Congy            |           | |
| 1793                                     | 1793                          | Nicolas Roussin              |           | officier public |
| 1793                                     | 1795                          | Rémy Dorion                  |           | officier public |
| 1795                                     | 1800                          | Pierre-Basile Pottier        |           | agent municipal |
| 1800                                     | 1815                          | Éloi Lefevre                 |           | |
| 1815                                     | 1831                          | Guillaume-Victor Desouche    |           | |
| 1831                                     | 1836                          | Zacharie Carriat             |           | |
| 1836                                     | 1843                          | Joseph-Marie Morel           |           | |
| 1843                                     | 1854                          | Honoré-Pierre-Antoine Moquet |           | |
| 1854                                     | 1882                          | Victor-François Triboulet    |           | |
| 1883                                     | 1887                          | Alfred Triboulet             |           | |
| 1887                                     | 1889                          | Léon Courtier                |           | |
| 1889                                     | mai 1892                      | Albert-Anatole Triboulet     |           | |
| mai 1892                                 | 1895                          | Jean-Baptiste Albert Lamboi  |           | |
| 1895                                     | mai 1908                      | Albert Triboulet             |           | |
| mai 1908                                 | juillet 1916                  | Olivier Lebon                |           | Cultivateur, officier de réserve Officier du Mérite agricole Mort en fonction à l’hôpital d’évacuation n°16 Mort pour la France |
| décembre 1919                            | 1923                          | Louis Maillard               |           | |
| mai 1924                                 | mai 1929                      | Jules Blay                   |           | |
| mai 1929                                 | mai 1945                      | Édouard Triboulet            |           | |
| mai 1945                                 | mars 1971                     | Pierre Bardin                |           | |
| mars 1971                                | mars 2001                     | Jacques Triboulet            |           | |
| mars 2001                                | 2014                          | Alain Bara                   | DVD       | Cadre retraité |
| 2014                                     | En cours (au 2 décembre 2020) | Martine Vanier               | SE        | Employée Réélue pour le mandat 2020-2026                                                                                        |

## Équipements et services publics

### Eau et déchets
En 2009, l'adduction en eau potable est réalisée à partir d'un captage situé à Cuvergnon.
La collecte et le traitement des déchets relève de la compétence de la communauté de communes du Pays de Valois.

### Enseignement
En 2009, les enfants de la commune sont scolarisés avec ceux de Betz et Antilly  au sein d'un regroupement pédagogique intercommunal (RPI). L'école de Bargny compte alors 25 élèves et un service de ramassage scolaire permet d'accéder aux autres établissements du groupement.
Ils poursuivent leur scolarité secondaire à Betz ou Crépy-en-Valois.

### Santé
Le centre hospitalier le plus proche est celui de Crépy-en-Valois.

## Population et société

### Démographie

#### Évolution démographique
L'évolution du nombre d'habitants est connue à travers les recensements de la population effectués dans la commune depuis 1793. Pour les communes de moins de 10 000 habitants, une enquête de recensement portant sur toute la population est réalisée tous les cinq ans, les populations de référence des années intermédiaires étant quant à elles estimées par interpolation ou extrapolation. Pour la commune, le premier recensement exhaustif entrant dans le cadre du nouveau dispositif a été réalisé en 2007.

En 2022, la commune comptait 330 habitants, en évolution de +0,3 % par rapport à 2016 (Oise : +0,87 %, France hors Mayotte : +2,11 %).
| 1793 | 1800 | 1806 | 1821 | 1831 | 1836 | 1841 | 1846 | 1851 |
| ---- | ---- | ---- | ---- | ---- | ---- | ---- | ---- | ---- |
| 203  | 267  | 242  | 211  | 240  | 235  | 234  | 236  | 235  |

| 1856 | 1861 | 1866 | 1872 | 1876 | 1881 | 1886 | 1891 | 1896 |
| ---- | ---- | ---- | ---- | ---- | ---- | ---- | ---- | ---- |
| 214  | 221  | 223  | 226  | 228  | 225  | 243  | 219  | 160  |

| 1901 | 1906 | 1911 | 1921 | 1926 | 1931 | 1936 | 1946 | 1954 |
| ---- | ---- | ---- | ---- | ---- | ---- | ---- | ---- | ---- |
| 187  | 155  | 157  | 165  | 166  | 157  | 169  | 143  | 137  |

| 1962 | 1968 | 1975 | 1982 | 1990 | 1999 | 2006 | 2007 | 2012 |
| ---- | ---- | ---- | ---- | ---- | ---- | ---- | ---- | ---- |
| 135  | 160  | 158  | 177  | 207  | 215  | 253  | 258  | 308  |

| 2017 | 2022 | - | - | - | - | - | - | - |
| ---- | ---- | - | - | - | - | - | - | - |
| 332  | 330  | - | - | - | - | - | - | - |

Selon le rapport de présentation du PLU de Bargny, « Entre 1968 et 1999, la tendance démographique de Bargny a été supérieure à celle enregistrée pour le département de l'Oise. Par contre, elle fut bien moindre que celle du canton de Betz qui a connu un accroissement considérable.
La commune a donc connu une croissance démographique régulière mais relativement modérée.
Depuis 1999, la situation a sensiblement changé et la commune connaît une croissance démographique sans précédent, due aux soldes migratoire et naturel positifs (solde naturel = +20, solde migratoire = +23) ».
En 1999, « L'analyse de la population active de plus de 15 ans ayant un emploi par C.S.P. indique clairement une nette dominance des ouvriers et des employés sur le territoire communal. Ils représentent 62% des actifs occupés ».

#### Pyramide des âges
La population de la commune est relativement jeune.
En 2018, le taux de personnes d'un âge inférieur à 30 ans s'élève à 43,4 %, soit au-dessus de la moyenne départementale (37,3 %). À l'inverse, le taux de personnes d'âge supérieur à 60 ans est de 13,2 % la même année, alors qu'il est de 22,8 % au niveau départemental.
En 2018, la commune comptait 161 hommes pour 173 femmes, soit un taux de 51,8 % de femmes, légèrement supérieur au taux départemental (51,11 %).
Les pyramides des âges de la commune et du département s'établissent comme suit.
| Hommes | Classe d’âge | Femmes |
| ------ | ------------ | ------ |
| 0,0    | 90 ou +      | 0,0    |
| 3,1    | 75-89 ans    | 1,7    |
| 11,9   | 60-74 ans    | 9,9    |
| 20,0   | 45-59 ans    | 16,9   |
| 22,5   | 30-44 ans    | 27,3   |
| 10,0   | 15-29 ans    | 18,0   |
| 32,5   | 0-14 ans     | 26,2   |

| Hommes | Classe d’âge | Femmes |
| ------ | ------------ | ------ |
| 0,5    | 90 ou +      | 1,4    |
| 5,5    | 75-89 ans    | 7,6    |
| 15,6   | 60-74 ans    | 16,3   |
| 20,8   | 45-59 ans    | 20     |
| 19,4   | 30-44 ans    | 19,4   |
| 17,6   | 15-29 ans    | 16,2   |
| 20,6   | 0-14 ans     | 19,1   |

## Économie
Bargny est un village à l'économie peu développée possédant un caractère essentiellement résidentiel, comme  de nombreuses communes rurales en Picardie.
En 2000, la commune compte 4 exploitations agricoles, dont 3 exploitées à titre professionnel, et la surface agricole utilisée est de 635 hectares

## Culture locale et patrimoine

### Lieux et monuments

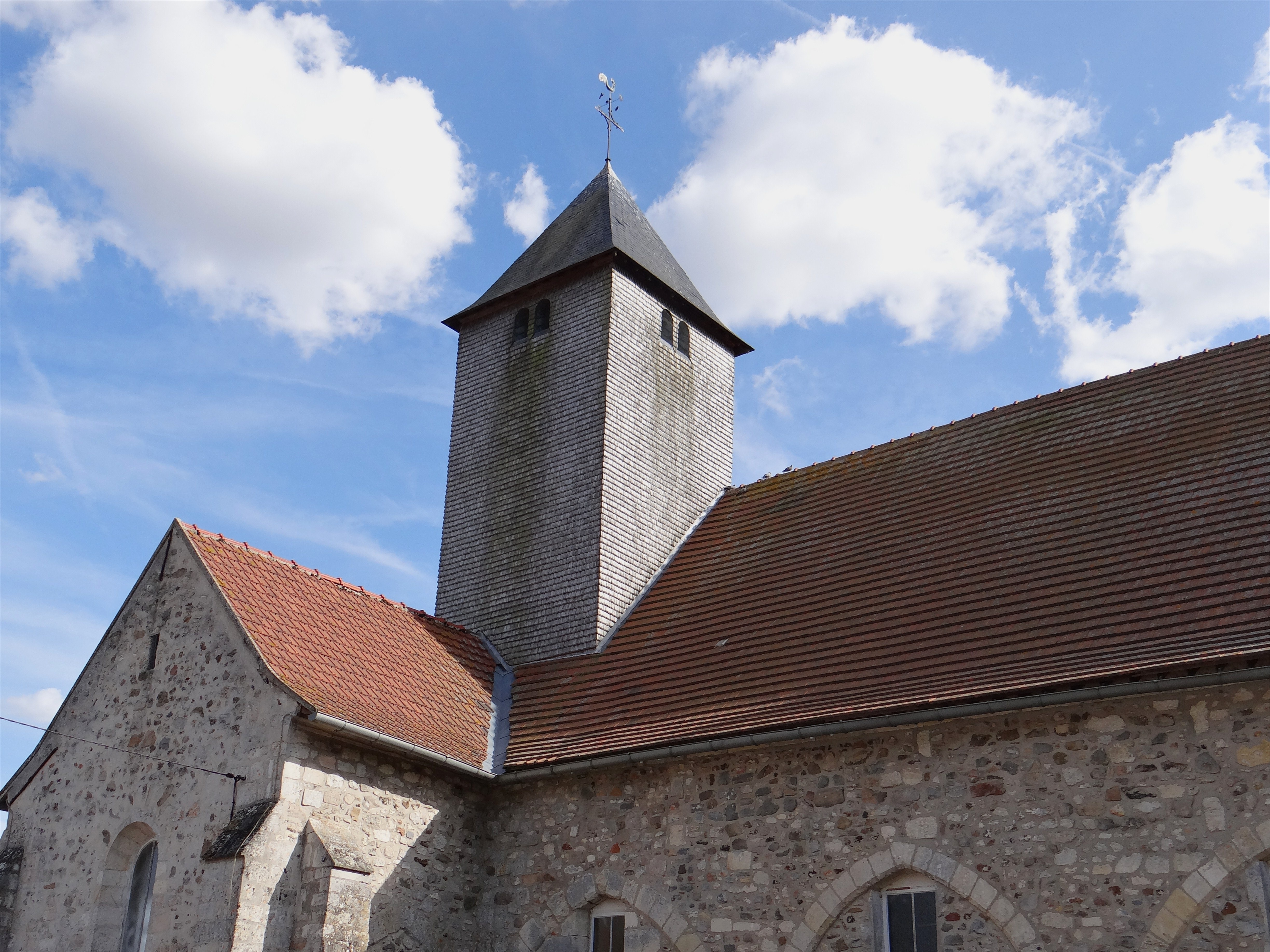
Église Saint-Denis - cloche de l'église sonnant 11 h : Fichier:Bargny - Cloche de l'église Saint-Denis.ogg

L'église Saint-Rémy occuperait l'emplacement de la chapelle du palais mérovingien de Brinnacum  et n'a été érigée en église paroissiale qu'en 1238. Elle conserve les restes d'une abside ronde du XIIe siècle, avec une fenêtre en plein cintre basse et murée, dotée d'un cordon de billettes. L'église a été fortement remaniée aux XVIe et XVIIe siècles et restaurée en 1996,.

### Personnalités liées à la commune
- Clotaire Ier (roi des Francs de Soissons, 511-558, puis roi des Francs, 558-561), Chilpéric Ier (roi des Francs de Soissons, 561-584, et roi de Paris, 567-584) et son épouse Frédégonde, résidents fréquents du palatium de Brinnacum, localisation possible à Bargny.

## Pour approfondir